# Mariamolen
De Mariamolen is een windmolen in Haps in de Noord-Brabantse gemeente Land van Cuijk. Deze zeskante houten korenmolen is in 1820 (en dus niet, zoals lang gedacht werd, in 1802) als grondzeiler gebouwd en in 1859 omgebouwd tot beltmolen. De Mariamolen bleef in bedrijf tot 1969 en werd daarna aan de toenmalige gemeente Haps verkocht. De laatste particuliere eigenaar bleef er molenaar tot 1999. Na een gemeentelijke herindeling is de molen overgegaan naar de toenmalige gemeente Cuijk, en later de huidige gemeente Land van Cuijk.

## Technische gegevens
De Mariamolen is een van de weinige overgebleven zeskante molens in Europa. Verreweg de meeste houten molens zijn achtkantig.
De wieken zijn sinds 2024 weer voorzien van het systeem Van Bussel met automatische neusremkleppen, net zoals dit van 1948 tot 1972 ook al het geval was. De vang (rem) is een Vlaamse blokvang met vangtrommel. De kap wordt gekruid door middel van een Engels kruiwerk met kruilier. Voor het malen van graan zijn twee koppel 17der (150 cm diameter) kunststenen aanwezig. De zakken graan worden gehesen met behulp van een sleepluiwerk.
De kap en romp waren, zoals bij veel houten molens in deze streek vroeger het geval was, tussen 1972 en 2024 weer gedekt met schaliën. Inmiddels is deze bedekking weer vervangen door dakleer op de kap, 3 velden met verticale beplanking op het zuiden, en 3 velden met horizontale beplanking op het noorden. De hoeken zijn daarbij voorzien van gebogen metalen platen die de zeskantstijlen beschermen tegen inrotting. Deze zijn in het midden ongeschilderd gelaten, waardoor er glimmende strepen zichtbaar zijn. Dit is een reconstructie van de situatie zoals deze hier tussen 1948 en 1972 aanwezig was.
De Mariamolen is te bezichtigen als de molen draait (meestal in het weekend) en op afspraak. 